# Dichromanthus michuacanus
Dichromanthus michuacanus là một loài thực vật có hoa trong họ Lan. Loài này được (Lex.) Salazar & Soto Arenas mô tả khoa học đầu tiên năm 2002.